# ダミアーノ・ダミアーニ
ダミアーノ・ダミアーニ（Damiano Damiani, 1922年7月23日 - 2013年3月7日）は、イタリアの映画監督、脚本家。マフィアや政治腐敗などイタリアの社会問題をテーマにしたサスペンス映画を数多く発表したことで知られる。

## 経歴
ミラノの美術学校を卒業後に、映画の美術スタッフとしてイタリア映画界入りする。その後、劇映画の脚本執筆や短編ドキュメンタリー映画の監督を務める。
1960年に初の長編劇映画『くち紅』を監督する。ネオレアリズモの影響を受け継ぐ社会派サスペンス映画の傑作として高く評価された。監督第3作『禁じられた恋の島』（L'isola di Arturo, 1962年）ではエルサ・モランテの同名の小説を映画化して大ヒットする。この映画でサン・セバスチャン国際映画祭グランプリを受賞する。続く『禁じられた抱擁』（La noia, 1963年）ではアルベルト・モラヴィアの小説『倦怠』を映画化するが、こちらの評判は芳しくなかった。ダミアーニはモラヴィア文学への傾倒を示しており、後年にもモラヴィアの小説『後退』を映画化した『痴情の森』（Una ragazza piuttosto complicata, 1968年）を監督し、こちらはカルト映画として一定の評価を得ている。1963年の社会派コメディ映画 "La rimpatriata" （1963年）ではベルリン国際映画祭国際批評家賞を受賞した。
ダミアーニの国際的な名声を決定づけたのは、1966年のマカロニ・ウェスタン映画『群盗荒野を裂く』（Quién sabe?, 1966年）だった。ジャン・マリア・ヴォロンテ演じる山賊がメキシコ革命に加担する姿を通して、第三世界に政治介入するアメリカへの批判を描いたこの映画は、当時ベトナム反戦運動などで世界に広がっていた反米意識に訴えて世界的なヒットを記録した。
1968年にはイタリアで初めてマフィア問題を告発した作家レオナルド・シャーシャの小説『真昼のふくろう』を原作にした『マフィア』（Il giorno della civetta, 1968年）を、フランコ・ネロ、クラウディア・カルディナーレ、リー・J・コッブ、セルジュ・レジャーニという豪華キャストで映画化、シチリアに根強くはびこるマフィアの呪縛を生々しく描いて大ヒットした。以降のダミアーニは、映画の主題としてイタリアのマフィア問題を積極的に取り上げるようになる。
1969年の『シシリアの恋人』（La moglie più bella, 1969年）では、1965年にシチリアで起こったマフィアによるレイプ事件「フランカ・ヴィオラ事件」を映画化した。マフィアの青年による求婚を拒絶した少女が報復としてレイプされるが、当時としてはタブーとされていたマフィアへの訴訟を起こすという実話に基づくストーリーを緊張感あふれる演出で描き、シチリアの因習にとらわれた社会を告発し、女性の人権尊重を訴えた。この映画はヒロイン役を演じたオルネッラ・ムーティのデビュー作となった。
1971年には、フランコ・ネロ、マーティン・バルサム主演の『警視の告白』（Confessione di un commissario di polizia al procuratore della repubblica）を監督した。シャーシャの原作に基づく『マフィア』で描かれた地主型の「古い気質のマフィア」とは異なる、近代的な「顔のないマフィア」像を描くことに成功する。この映画は、政界・財界のみならず警察・検察の上層部にまで根づいたマフィアとの癒着を生々しいタッチで描き、世界的なヒットとなった。しかしこの映画で、フランコ・ネロとマーティン・バルサムが演じたキャラクターのモデルと言われた2人の司法官が、映画公開後にローマで暗殺される。ダミアーニはその経験をもとに、1975年に "Perché si uccide un magistrato" を監督した。フランコ・ネロ演じる映画監督はマフィアと癒着した検察官を告発する映画を発表するが、映画公開直後にモデルとなった検察官が暗殺されてしまう内容を描き、映画監督・ジャーナリストといった表現者の良識と社会への責任を問いかけてダミアーニの傑作の一つに数えられる。
その後も『群盗荒野を裂く』以来久しぶりにジャン・マリア・ヴォロンテを主演に起用し、警察内部の腐敗に直面して苦悩する刑事を演じさせた傑作 "Io ho paura" （1976年）、マフィアと対立する刑事の身辺に迫る危機を描いたテレビドラマ『対決／マフィアに挑んだ刑事』（La piovra, 1984年）、ベルリン国際映画祭銀熊賞を受賞した『実録マフィア戦争／暗黒の首領』（Pizza Connection, 1985年）などを監督して話題を呼んだ。
中でも1977年に監督したサスペンス映画『狼の日曜日・狂暴ジャック』（Goodbye & Amen）は、強盗殺人犯による人質立てこもり事件をネオレアリズモ的な緊迫感あるタッチで描いたバイオレンス・スリラーの名作として名高い。また、1992年に監督した『地獄の女スナイパー』（L'angelo con la pistola）も、マフィアに家族を殺された女の復讐を描いたバイオレンス・アクションながら、単なるアクション映画に留まらずイタリアの社会問題を見つめた傑作として評価されている。
1973年にはフロレスターノ・ヴァンチーニ監督の″Il delitto Matteotti″（1973）に、フランコ・ネロ、マリオ・アドルフ、ヴィットリオ・デ・シーカとともに俳優として出演。実在する政治家ジャコモ・マッテオッティの暗殺事件を通してファシズムの台頭を描いた歴史映画であり、ダミアーニはジョヴァンニ・アメンドーラ（ファシズムと共産主義の両方に反対した野党議員だったが、ムッソリーニの弾圧を受けて失脚した）を演じた。
2013年3月7日、死去。

## 主な作品
- くち紅 Il rossetto (1960)
- 禁じられた恋の島 L'isola di Arturo (1962)
- 禁じられた抱擁 La noia (1963)
- 群盗荒野を裂くQuién sabe? (1966)
- "La strega in amore" (1966)
- 痴情の森 Una ragazza piuttosto complicata (1968)
- シシリアの恋人 La moglie più bella (1969)
- 警視の告白 Confessione di un commissario di polizia al procuratore della repubblica (1971)
- "L'istruttoria è chiusa: dimentichi" (1971)
- "Girolimoni, il mostro di Roma" (1972)
- ″Il delitto Matteotti″（1973）- 俳優として出演。
- "Il sorriso del grande tentatore" (1974)
- ミスター・ノーボディ2 Un genio, due compari, un pollo (1975)
- "Perché si uccide un magistrato" (1975)
- "Io ho paura" (1977)
- 狼の日曜日・狂暴ジャック Goodbye & Amen (1977)
- "Un uomo in ginocchio" (1979)
- 警告 L'avvertimento (1980)
- 悪魔の棲む家 PART2 Amityville II: The Possession (1982)
- 対決／マフィアに挑んだ刑事 La piovra (1984)
- 実録マフィア戦争／暗黒の首領 Pizza Connection (1985)
- インクアイリー／審問 L'inchiesta (1986)
- 地獄の女スナイパー L'angelo con la pistola (1992)